# Kingsand
Kingsand – wieś w Anglii, w Kornwalii, położona na wschodnim wybrzeżu półwyspu Rame, nad zatoką Plymouth Sound, w bezpośrednim sąsiedztwie wsi Cawsand. Leży 99 km na wschód od miasta Penzance i 315 km na południowy zachód od Londynu.
Wieś znajduje się na skraju parku krajobrazowego Mount Edgcumbe. Przebiega przez nią turystyczny szlak pieszy South West Coast Path.